# Mariangela Hungria da Cunha
Mariangela Hungria da Cunha (Itapetininga, 6 de fevereiro de 1958) é uma engenheira agrônoma, pesquisadora e professora universitária brasileira.
Comendadora e grande oficial da Ordem Nacional do Mérito Científico e membro titular da Academia Brasileira de Ciências, é pesquisadora da Embrapa desde 1982 e está lotada na Embrapa Soja desde 1991. É professora e orientadora da pós-graduação em Microbiologia e em Biotecnologia na Universidade Estadual de Londrina e no curso de Bioinformática na Universidade Tecnológica Federal do Paraná.

## Biografia
Mariangela nasceu na cidade paulista de Itapetininga, em 1958. Completou o curso primário no Instituto Imaculada Conceição de Itapetininga. É filha e neta de educadoras e aos 8 anos decidiu que seria microbióloga quando sua avó, uma grande estimuladora de sua carreira,  a presenteou com o livro Caçadores de Micróbios, do microbiólogo norte-americano Paul de Kruif.
Já na capital paulista, Mariangela estudou com bolsa de estudos no Colégio Rio Branco, onde fez os antigos ginásio e científico. Ingressou no curso de agronomia da Escola Superior de Agricultura Luiz de Queiroz (ESALQ), em Piracicaba, em 1976, formando-se em 1979. Ainda no segundo ano de faculdade teve a primeira filha, Ana Carolina e em seguida Marcela.
No último ano da graduação, Mariangela descobriu as pesquisas sobre fixação biológica do nitrogênio, introduzida pela professora Alaídes Puppin Ruschel, com quem fez o mestrado em Solos e Nutrição de Plantas na ESALQ entre 1979 e 1981. No ano seguinte, ingressaria no doutorado em Ciência do Solo pela Universidade Federal Rural do Rio de Janeiro (UFRRJ), defendendo a tese em 1985.
A convite de Johanna Döbereiner, Mariangela ingressou como pesquisadora na Embrapa. Fez estágios de pós-doutorado em microbiologia na Universidade Cornell (1988-1989), em fitoquímica e sinalização molecular plantas-microrganismos na Universidade da Califórnia (1989-1991) e em bacteriologia na Universidade de Sevilha (1997-1998). Em julho de 1991, transferiu-se para a Embrapa Soja, em Londrina, trabalhando com o Instituto Agronômico do Paraná (IAPAR) e com a Embrapa Cerrados.
É também professora e orientadora de pós-graduação da Universidade Estadual de Londrina (UEL), tendo orientado mais de 50 alunos de graduação e pós-graduação. Atua na Sociedade Brasileira de Microbiologia (SBM) e na Sociedade Brasileira de Ciência do Solo (SBCS), sendo a primeira mulher presidente da SBCS (2001-2003).
Em 2025, foi agraciada com o Prêmio Mundial de Alimentação, conhecido como 'Nobel da Agricultura', por seu trabalho com insumos biológicos que revolucionaram a agricultura no Brasil.